# Jlloyd Samuel
Pour les articles homonymes, voir Samuel (nom de famille).
Jlloyd Samuel (prononcer « Jay-Lloyd Samuel ») est un joueur de football trinidadien et anglais, né à San Fernando sur l'île de Trinité le 29 mars 1981 et mort à High Legh (Cheshire, Angleterre) le 15 mai 2018,. Il évolue au poste de défenseur.

## Biographie
Jlloyd Samuel est né à San Fernando (Trinité-et-Tobago) et reçoit son instruction à l'académie Saint-Joseph, à Blackheath (Londres). Il apprend le football dans la section amateur du club de West Ham, après un passage dans le petit club de Senrab FC. Mais il passe l'essentiel de ses années d'adolescence au club de Charlton Athletic.

### Mort
Jlloyd Samuel serait mort à High Legh (Cheshire, Angleterre) dans un accident de la route le 15 mai 2018. Ce décès est remis en cause fin 2019 par sa famille, qui accuse sa femme d'avoir organisé une escroquerie à l'assurance.

### Carrière en club

#### Cardiff City (2011)
Alors que Samuel n'est pas utilisé par Bolton lors de la première partie de la saison 2010-2011, le joueur est prêté au club gallois de Cardiff City le 24 mars 2011 jusqu'à la fin de la saison 2010-2011.

### Carrière en sélection nationale
Le 7 août 2009, Samuel reçoit officiellement un passeport trinidadien, comme Bobby Zamora, ce qui le rend sélectionnable chez les Soca Warriors, l'équipe nationale de Trinité-et-Tobago.

## Palmarès
- Aston Villa
  - Vainqueur de la Coupe Intertoto : 2001

## Statistiques
| Saison      | Club             | Pays                | Championnat        | Coupes nationales | Coupes continentales | Sélection Trinité-et-Tobago |
| ----------- | ---------------- | ------------------- | ------------------ | ----------------- | -------------------- | --------------------------- |
| 1999 - 2000 | Aston Villa      | Premiership         | 9 matchs           | 1 match           | -                    | -                           |
| 2000 - 2001 | Aston Villa      | Premiership         | 3 matchs           | 1 match           | 3 matchs (Intertoto) | -                           |
| 2001 - 2002 | Aston Villa      | Premiership         | 2 matchs           | -                 | 2 matchs (Intertoto) | -                           |
| 2001 - 2002 | Gillingham       | First Division (D2) | 8 matchs           | -                 | -                    | -                           |
| 2001 - 2002 | Aston Villa      | Premiership         | 21 matchs          | 1 match           | -                    | -                           |
| 2002- 2003  | Aston Villa      | Premiership         | 38 matchs          | 5 matchs          | 1 match (Intertoto)  | -                           |
| 2003- 2004  | Aston Villa      | Premiership         | 38 matchs / 2 buts | 7 matchs / 1 but  | -                    | -                           |
| 2004 - 2005 | Aston Villa      | Premiership         | 35 matchs          | 3 matchs          | -                    | -                           |
| 2005 - 2006 | Aston Villa      | Premiership         | 19 matchs          | 5 matchs          | -                    | -                           |
| 2006 - 2007 | Aston Villa      | Premiership         | 4 matchs           | 1 match           | -                    | -                           |
| 2007 - 2008 | Bolton Wanderers | Premier League      | 20 matchs          | 1 match           | 4 matchs (C3)        | -                           |
| 2008 - 2009 | Bolton Wanderers | Premier League      | 38 matchs          | 2 matchs          | -                    | -                           |
| 2009 - 2010 | Bolton Wanderers | Premier League      | 13 matchs          | 5 matchs          | -                    | -                           |
| 2010 - 2011 | Bolton Wanderers | Premier League      | -                  | -                 | -                    | -                           |
| 2010 - 2011 | Cardiff City     | Championship (D2)   | 7 matchs           | -                 | -                    | -                           |

Dernière mise à jour : 17 mai 2011